# Diocèse d'Oberá
Le diocèse d'Oberá (en latin : Dioecesis Oberensis ; en espagnol : Diócesis de Oberá) est un diocèse de l'Église catholique en Argentine, suffragant de l'archidiocèse de Corrientes.

## Territoire
Le diocèse comprend cinq départements de la province de Misiones: Cainguás, Guaraní, Oberá, San Javier et Veinteicinco de Mayo.
Le siège épiscopal est dans la ville Oberá où se trouve la cathédrale Saint-Antoine-de-Padoue (es).
Le territoire est de 8 717 km2 divisé en 16 paroisses de rite romain et 2 paroisses de rite byzantin de l'Église grecque-catholique ukrainienne sous juridiction de l'éparchie Santa María del Patrocinio des Ukrainiens à Buenos Aires.
On peut visiter quelques ruines des réductions organisées par les jésuites et inscrites au patrimoine mondial de l'UNESCO : San Ignacio Miní, Santa Ana, Nuestra Señora de Loreto, Santa María la Mayor.

## Historique
Le diocèse est érigé le 13 juin 2009 par la constitution apostolique Valde solliciti de Benoît XVI, recevant son territoire du diocèse de Posadas et du diocèse de Puerto Iguazú, et nommé suffragant de l'archidiocèse de Corrientes.

## Évêques
- Victor Selvino Arenhart (13 juin 2009 - 17 mai 2010)
- Damián Santiago Bitar, depuis le 26 octobre 2010